# 芸術むら公園
芸術むら公園（げいじゅつむらこうえん）は、長野県東御市にある公園。

## 概要
明神池を中心に広がる公園。明神池池畔に作られた結いの高欄道は、芸術むらのシンボルで、旧北御牧村出身の造形家・保科豊巳が作成した芸術作品であり、1992年（平成4年）の日本建築美術工芸協会賞では受賞している。
毎年10月上旬には、「火のアートフェスティバル」のイベントが開催される。

## 施設
- 梅野記念絵画館・ふれあい館・ホール（東御市総合交流促進施設）
- アートヴィレッジ明神館
- 里の宿（きく坊）
- 憩いの家
- 郷土資料館
- 結いの高欄道
- コテージ
- 登り窯
- 石のパーゴラ
- マレットゴルフ場

## ギャラリー

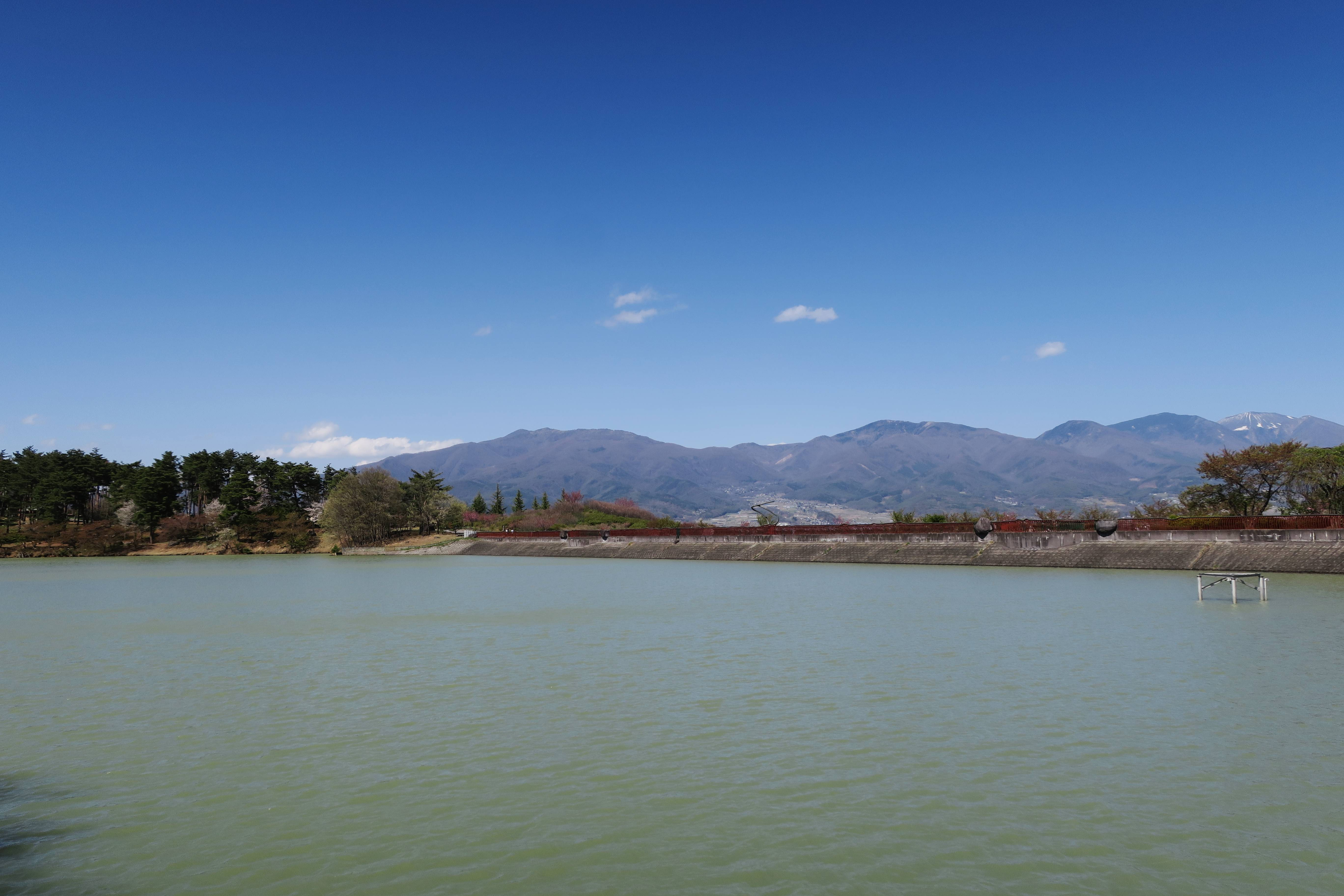
明神池
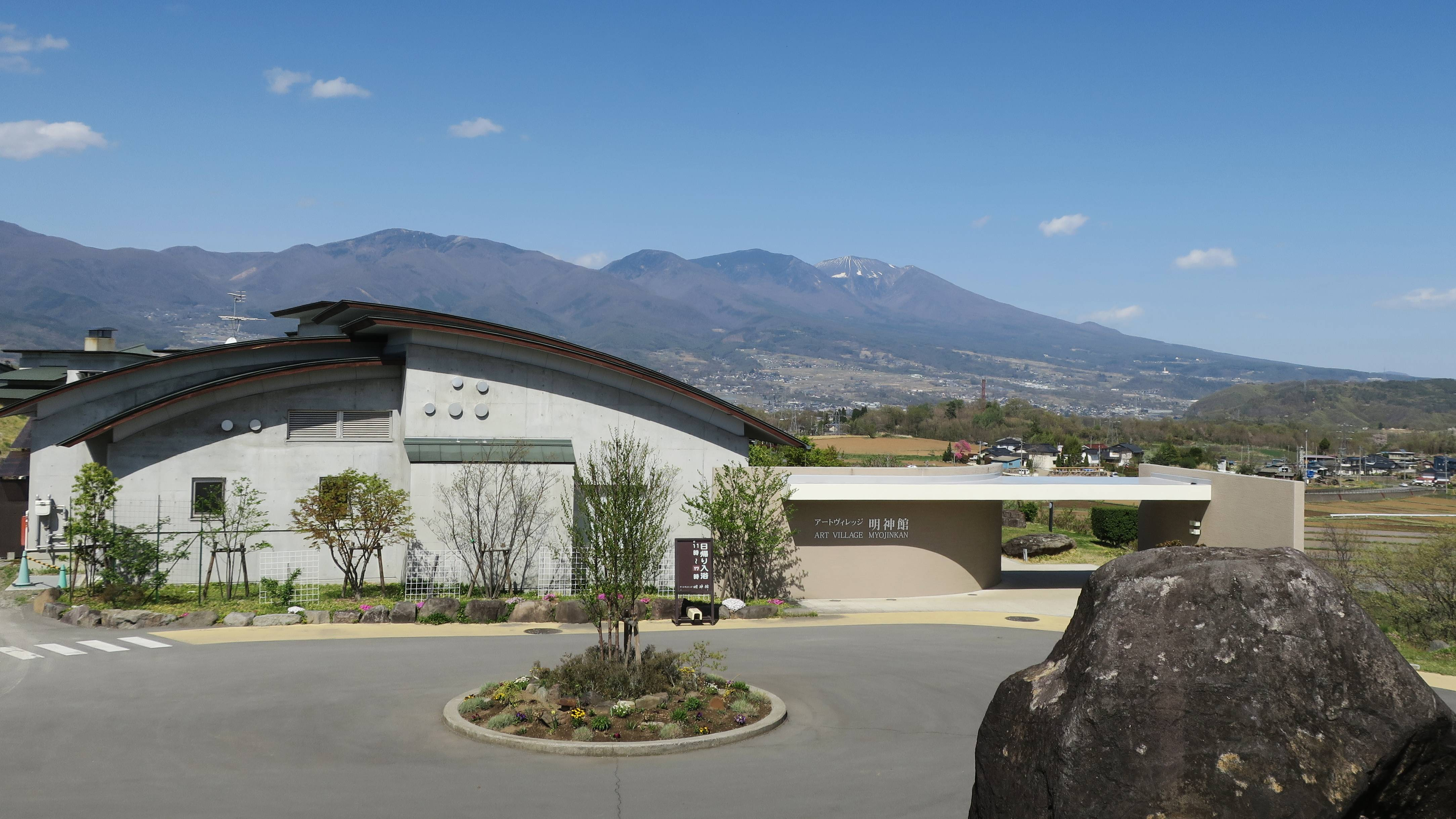
アートヴィレッジ明神館

## 所在地
- 〒389-0406：長野県東御市八重原1806番地1

## アクセス
- 上信越自動車道 東部湯の丸ICから長野県道167号丸子北御牧東部線を望月方面へ約15分（公共サインの案内図をたどっていく）。